# Kawungluwuk (Tanjungsiang)
Kawungluwuk is een bestuurslaag in het regentschap Subang van de provincie West-Java, Indonesië. Kawungluwuk telt 3548 inwoners (volkstelling 2010).